# Annalas da la Societad Retorumantscha
Die Annalas da la Societad Retorumantscha sind eine Schweizer sprachwissenschaftliche und kulturgeschichtliche Fachzeitschrift. Sie veröffentlicht Artikel zur rätoromanischen Sprach- und Literaturgeschichte und zur Bündner Volkskunde, romanische Quellentexte und neuere literarische Werke.
Sie wird seit 1886 von der Societad Retorumantscha herausgegeben. Die Druckkosten werden von der Lia Rumantscha und vom Kanton Graubünden mitfinanziert.
Die Beiträge der Jahrbücher werden in der Regel in einem der bündnerromanischen Idiome und selten in anderen Sprachen wie etwa dem Italienischen abgedruckt.
Die Redaktion des 1904 von der Societad Retorumantscha begründeten Wörterbuches Dicziunari Rumantsch Grischun berichtet jährlich in den Annalas über den Geschäftsgang ihres Instituts.